# São Tomé-i olajgalamb
A São Tomé-i olajgalamb (Columba thomensis) a madarak osztályának galambalakúak (Columbiformes) rendjéhez és a galambfélék (Columbidae) családjához tartozó faj.
A magyar név forrással nincs megerősítve, lehet, hogy az angol név tükörfordítása (São Tomé Olive-pigeon).

## Előfordulása
São Tomé és Príncipe területén honos. Síkvidéki és hegyi erdők, valamint ültetvények lakója.

## Megjelenése
Testhossza 37–40 centiméter. A hím tollazata sötétbarna, feje palaszürke, sötétszürke külső szárnytollal rendelkezik. Fehér foltok vannak a mellen és a szárnyakon. A tojó sötétszürke tollazatú, szárnyai barnásak és barna árnyalatú a melle is.

## Életmódja
Elsősorban gyümölcsökkel táplálkozik.